# «Бостон Ред Сокс» в сезоне 2018
Сезон 2018 года стал для «Бостон Ред Сокс» сто восемнадцатым в Главной лиге бейсбола и в истории клуба. Сто седьмой сезон команда провела на стадионе «Фенуэй Парк». Под руководством главного тренера-дебютанта Алекса Коры Ред Сокс одержали 108 побед в регулярном чемпионате и в третий раз подряд выиграли Восточный дивизион Американской лиги. Более ста побед клуб одержал впервые с 1946 года. Был побит командный рекорд по числу побед, установленный в 1912 году и равнявшийся 105 выигранным матчам. 
В плей-офф «Бостон» обыграл «Нью-Йорк Янкис», «Хьюстон Астрос» и «Лос-Анджелес Доджерс», выиграв Мировую серию в девятый раз в своей истории.

## Межсезонье

### Предсезонный анализ и прогнозы
Предыдущие два сезона «Ред Сокс» выигрывали чемпионат в своём дивизионе, одержав в сумме 186 побед. В межсезонье команду возглавил главный тренер-дебютант Алекс Кора, задачей которого стала не только третья подряд победа, но и лучшее выступление в плей-офф. Главным конкурентом «Бостона» традиционно станут «Нью-Йорк Янкис», усилившие состав Джанкарло Стэнтоном. Прогнозируя борьбу за первенство между «Сокс» и «Янкис», эксперты также отмечали, что команда, финишировавшая второй, скорее всего станет обладателем wild-card в Американской лиге.
По мнению аналитиков «Ред Сокс» имеют преимущество в уровне питчеров стартовой ротации, но многое будет зависеть от того, как справятся с проблемами со здоровьем Дэвид Прайс, Дрю Померанц и Эдуардо Родригес. Начало сезона также пропустит восстанавливающийся после операции Дастин Педроя. Для закрытия позиций игроков второй и третьей базы был продлён контракт с опытным Эдуардо Нуньесом.
В 2017 году «Бостон» стал худшей командой Американской лиги по количеству хоум-ранов. С целью усиления атаки был подписан контракт с одним из лучших отбивающих МЛБ Джей Ди Мартинесом, ранее игравшим за «Аризону». После этого перехода неопределённым стало будущее Хэнли Рамиреса, ранее игравшим в качестве назначенного бьющего. Ожидалось, что в начале сезона ветеран будет делить игровое время на первой базе с Митчем Морлендом.

### Предсезонная подготовка
В = Побед; П = Поражения; П% = Процент выигранных матчей; GB = Отставание от лидера; Дома = Победы/поражения дома; Выезд = Победы/поражения на выезде
| Грейпфрутовая лига  | В  | П  | П%   | GB   | Дома | Выезд |
| ------------------- | -- | -- | ---- | ---- | ---- | ----- |
| Бостон Ред Сокс     | 22 | 9  | 71,0 | —    | 12—4 | 10—5  |
| Хьюстон Астрос      | 21 | 9  | 70,0 | 0,5  | 9—6  | 12—3  |
| Балтимор Ориолс     | 17 | 12 | 58,6 | 4,0  | 7—7  | 10—5  |
| Нью-Йорк Янкис      | 18 | 13 | 58,1 | 4,0  | 8—7  | 10—6  |
| Сент-Луис Кардиналс | 17 | 13 | 56,7 | 4,5  | 7—6  | 10—7  |
| Майами Марлинс      | 15 | 13 | 53,6 | 5,5  | 9—4  | 6—9   |
| Миннесота Твинс     | 14 | 14 | 50,0 | 6,5  | 6—8  | 8—6   |
| Тампа-Бэй Рейс      | 14 | 16 | 46,7 | 7,5  | 5—10 | 9—6   |
| Детройт Тайгерс     | 13 | 15 | 46,4 | 7,5  | 6—7  | 7—8   |
| Торонто Блю Джейс   | 14 | 18 | 43,8 | 8,5  | 8—8  | 6—10  |
| Филадельфия Филлис  | 13 | 17 | 43,3 | 8,5  | 7—9  | 6—8   |
| Вашингтон Нэшионалс | 13 | 17 | 43,3 | 8,5  | 7—8  | 6—9   |
| Атланта Брэйвз      | 13 | 18 | 41,9 | 9,0  | 9—9  | 4—9   |
| Питтсбург Пайрэтс   | 11 | 19 | 36,7 | 10,5 | 7—9  | 4—10  |
| Нью-Йорк Метс       | 10 | 18 | 35,7 | 10,5 | 6—10 | 4—8   |

- В таблице не учтены результаты матчей, завершившихся вничью. Во время предсезонной подготовки команды не играют экстраиннинги.

## Регулярный чемпионат

### Ход сезона
В день открытия «Ред Сокс» проиграли «Тампе» из-за слабого выступления реливеров команды, упустивших преимущество в четыре очка. Затем команда провела победную серию из девяти матчей и в дальнейшем, по ходу чемпионата, процент побед не опускался ниже пятидесяти. Главную роль в успехах на стартовом отрезке сезона сыграла стартовая ротация: Крис Сейл, Дэвид Прайс, Рик Порселло, Эктор Веласкес и Брайан Джонсон.
«Ред Сокс» уверенно провели май и июнь, к середине сезона сохраняя лидерство в дивизионе. Из команды был отчислен Хенли Рамирес, а состав пополнил Стив Пирс. Он же заменил получившего травму Муки Беттса, который пропустил большую часть этого отрезка сезона. В июле состав пополнили питчер Натан Эовальди и игрок второй базы Иэн Кинслер. К августу «Бостон» одержал 75 побед при всего 34 поражениях и оторвался от «Янкис» на пять побед.
В начале августа было одержано четыре победы над принципиальными соперниками из Нью-Йорка, что позволило команде закрепиться на первом месте и практически обеспечить себе победу в дивизионе. В сентябре, после расширения составов, ряд ключевых игроков получил возможность для отдыха, но и без них Ред Сокс выиграли серию у другого участника плей-офф «Атланты», а также одержали две победы над «Нью-Йорк Метс» с Джейкобом Дегромом и Ноа Синдергардом. 20 сентября «Бостон» выиграл на выезде у «Янкис» со счётом 11:6 и выиграл Восточный дивизион Американской лиги. Сезон команда завершила со 108 победами при 54 поражениях. 

### Положение команд
В = Побед; П = Поражения; П% = Процент выигранных матчей; GB = Отставание от лидера; Дома = Победы/поражения дома; Выезд = Победы/поражения на выезде
| Восточный дивизион | В   | П   | П%   | GB   | Дома  | Выезд |
| ------------------ | --- | --- | ---- | ---- | ----- | ----- |
| Бостон Ред Сокс    | 108 | 54  | 66,7 | —    | 57—24 | 51—30 |
| Нью-Йорк Янкис     | 100 | 62  | 61,7 | 8,0  | 53—28 | 47—34 |
| Тампа-Бэй Рейс     | 90  | 72  | 55,6 | 18,0 | 51—30 | 39—42 |
| Торонто Блю Джейс  | 73  | 89  | 45,1 | 35,0 | 40—41 | 33—48 |
| Балтимор Ориолс    | 47  | 115 | 29,0 | 61,0 | 28—53 | 19—62 |

### Статистика
| Условные цветовые обозначения    |
| -------------------------------- |
| Игроки, пришедшие по ходу сезона |
| Игроки, ушедшие по ходу сезона   |

- Курсивом выделены игроки, дебютировавшие в МЛБ в сезоне 2018
- Жирным выделены игроки, принимавшие участие в Матче всех звёзд
- Статистика приведена для игроков основного состава по данным сайта baseball-reference.com

#### Питчеры
| Игрок            | G  | GS | CG | W  | L | ERA  | SO  | BB |
| ---------------- | -- | -- | -- | -- | - | ---- | --- | -- |
| Рик Порселло     | 33 | 33 | 1  | 17 | 7 | 4,28 | 190 | 48 |
| Дэвид Прайс      | 30 | 30 | 1  | 16 | 7 | 3,58 | 177 | 50 |
| Крис Сейл        | 27 | 27 | 0  | 12 | 4 | 2,11 | 237 | 34 |
| Эдуардо Родригес | 27 | 23 | 0  | 13 | 5 | 3,82 | 146 | 45 |
| Натан Эовальди   | 12 | 11 | 0  | 3  | 3 | 3,33 | 48  | 12 |

| Игрок          | G  | GS | CG | W | L | SV | ERA  | SO | BB |
| -------------- | -- | -- | -- | - | - | -- | ---- | -- | -- |
| Крейг Кимбрел  | 63 | 0  | 0  | 5 | 1 | 42 | 2,74 | 96 | 31 |
| Эктор Веласкес | 47 | 8  | 0  | 7 | 2 | 0  | 3,18 | 53 | 26 |
| Джо Келли      | 73 | 0  | 0  | 4 | 2 | 2  | 4,39 | 68 | 32 |
| Мэтт Барнс     | 62 | 0  | 0  | 6 | 4 | 0  | 3,65 | 96 | 31 |
| Хит Хембри     | 67 | 0  | 0  | 4 | 1 | 0  | 4,20 | 76 | 27 |

#### Бэттеры
| Поз. | Игрок            | G   | AB  | R   | H   | 2B | 3B | HR | RBI | BA   | OBP  | SLG  |
| ---- | ---------------- | --- | --- | --- | --- | -- | -- | -- | --- | ---- | ---- | ---- |
| C    | Санди Леон       | 89  | 265 | 30  | 47  | 12 | 0  | 5  | 22  | 17,7 | 23,2 | 27,9 |
| 1B   | Митч Морленд     | 124 | 404 | 57  | 99  | 23 | 4  | 15 | 68  | 24,5 | 32,5 | 43,3 |
| 2B   | Эдуардо Нуньес   | 127 | 480 | 56  | 127 | 23 | 3  | 10 | 44  | 26,5 | 28,9 | 38,8 |
| SS   | Сандер Богартс   | 136 | 516 | 72  | 148 | 45 | 3  | 23 | 103 | 28,8 | 36,0 | 52,2 |
| 3B   | Рафаэль Деверс   | 121 | 450 | 59  | 108 | 24 | 0  | 21 | 66  | 24,0 | 29,8 | 43,3 |
| LF   | Эндрю Бенинтенди | 148 | 579 | 103 | 168 | 41 | 6  | 16 | 87  | 29,0 | 36,6 | 46,5 |
| CF   | Джеки Брэдли     | 144 | 474 | 76  | 111 | 33 | 4  | 13 | 59  | 23,4 | 31,4 | 40,3 |
| RF   | Муки Беттс       | 136 | 520 | 129 | 180 | 47 | 5  | 32 | 80  | 34,6 | 43,8 | 64,0 |
| DH   | Джей Ди Мартинес | 150 | 569 | 111 | 188 | 37 | 2  | 43 | 130 | 33,0 | 40,2 | 62,9 |

## Плей-офф
В Дивизионной серии Американской лиги соперником «Бостона» стали «Янкис», ранее обыгравшие в раунде уайлд-кард «Окленд». После неудач в играх на вылет 2016 и 2017 годов, «Ред Сокс» выступили уверенно и выиграли серию в четырёх играх. Чемпионскую серию лиги команда начала с домашнего поражения от «Астрос», но затем одержала четыре победы и вышла в Мировую серию. Героями игр с «Хьюстоном» стали питчер Дэвид Прайс и Джеки Брэдли.
В финале сезона «Ред Сокс» выиграл серию у «Лос-Анджелес Доджерс» со счётом 4:1. В третьей игре было сыграно 18 иннингов, а общая продолжительность матча составила 7 часов 5 минут — самый длинный матч в истории плей-офф МЛБ. Самым ценным игроком Мировой серии был назван Стив Пирс, выбивший по её ходу три хоум-рана. 

## Фарм-клубы
| Уровень | Команда          | Город                    | Лига                          |
| ------- | ---------------- | ------------------------ | ----------------------------- |
| AAA     | Потакет Ред Сокс | Потакет, Род-Айленд      | Международная лига            |
| AA      | Портленд Си Догз | Портленд, Мэн            | Восточная лига                |
| A+      | Сейлем Ред Сокс  | Сейлем, Виргиния         | Лига Каролины                 |
| A       | Гринвилл Драйв   | Гринвилл, Южная Каролина | Южно-Атлантическая лига       |
| SSA     | Лоуэлл Спиннерс  | Лоуэлл, Массачусетс      | Лига Нью-Йорка — Пенсильвании |